# Мисливці на Лінкольна
«Мисливці на Лінкольна» (англ. The Lincoln Hunters) — науково-фантастичний роман Вілсона Такера, написаний 1958 року.
Книга згдадується в романі Стівена Кінга «11/22/63», який також описує подорож у часі та вбивство президента США. Окрім цього, головні герої-«пригуни» в 1958 рік вперше намагалися змінити лінію часу до 1963 року.

## Сюжет
2758 рік, Америка: людство не навчилося подорожувати в космосі, але вміє мандрувати в часі. «Друга революція» стерла цілі століття людської історії з колективної пам'яті. Однак існує група людей, які називаються «Відділом дослідження часу», який займається відновленням історичних реліквій в обмін на великі грошові платежі. Бен Стюард — один з найпопулярніших й водночас найсуперечливіших персонажів, завданням якого є вносити зміни в столітню історію, щоб задовольнити вимоги клієнтів. Робота «Персонажів», археологів та людей, які шукають пригоди на рубежах Часу, знаходиться під постійним контролем, щоб не порушувати тонкі механізми простору-часу: вони повинні відвідувати світ минулого, ретельно уникаючи втручання в природний розвиток історії.
Бену Стюарду призначено нову місію, яка полягає у записі промови, оголошеної майже десять століть тому. Це промова Авраама Лінкольна 29 травня 1856 року в Блумінгтоні (штат Іллінойс). Це ключова промова для подальшої історії Сполучених Штатів Америки, збережена в аматорських переказах деяких очевидців, але ніколи не відома в повному обсязі.
Стюарда, якого супроводжують в місії три інші «персонажі», відправляють в Америку 1856 року, яка суттєво відрізняється від тієї, в якій він проживає: прикордонна, насильницька та пригодницька Америка, яка протилежна жорсткому та гнітючому суспільству, антиутопії, з якої він приходить. Роман містить опис Лінкольна на ранніх етапах його кар'єри, зроблений очима американця майбутнього. Загалом же сюжет роману складний, коли фахівці, задіяні у запуску «персонажів» у часі, вносять деякі (незначні) помилки в обчисленні, і зрештою місія виконується, навіть якщо щось, точніше, хтось, залишається позаду.
Такер розповідає про дихотомічні відносини між двома Америками (або баченням Америки) і про характер головного героя, який, як і в інших романах Такера, не вбирає на себе риси позитивного героя, показуючи, навпаки, протиріччя, страхи, типові помилки людини як такої.